# Ферро, Марк
Марк Ферро (фр. Marc Ferro; 24 декабря 1924, Париж — 21 апреля 2021) — французский историк и педагог, специалист по истории Европы начала XX века, истории России и СССР, а также по истории кино.

## Биография
В 1941 году его, семнадцатилетнего выпускника школы, еврея по матери (уроженке Новограда-Волынского), переправили из оккупированного немцами Парижа в неоккупированную часть Франции (Вишистская Франция), где он продолжил образование, окончив университет Гренобля. Его мать, оставшаяся в Париже, погибла в Освенциме в июне 1943 года. 
Во время войны участвовал в движении Сопротивления, входил в партизанский отряд на юго-востоке Франции. После войны некоторое время преподавал в Алжире.
Ферро являлся руководителем исследований по истории и кино во французской Высшей школе социальных наук. Политически всегда определял себя как левого, но не коммуниста (на выборах 2002 года поддерживал Жана-Пьера Шевенмана). Ферро снимал документальное кино о диктаторах — Ленине и Гитлере. Вёл историческую передачу на французском телевидении.
Подписал в 2005 году известную петицию французских историков за свободу истории, так называемое «Воззвание из Блуа».
Имел почётную докторскую степень Московского государственного университета имени М. В. Ломоносова.
Умер 21 апреля 2021 года.

## Научная деятельность
Занявшись серьёзной научной деятельностью, Ферро стал профессором и в 1960-х годах специализировался на советской истории (докторская диссертация на тему русской революции 1917 года).
Учёный секретарь журнала «Анналы» (1964—1969). В методологическом отношении Ферро принадлежит к прославленной историографической школе «Анналов», являясь соредактором журнала, давшего имя направлению, с 1970 года. Анналисты делают главный упор на историческую психологию, то есть на изучение сознания людей разных эпох, их коллективных представлений (так называемых ментальностях).

## Публикации
Хотя Ферро является автором двух десятков книг и монографий, в том числе о Первой мировой войне («Великая Война, 1914—1918»), об истории русской революции, о приходе к власти национал-социалистов и об истории кино, массовому читателю он известен по книге «Как рассказывают историю детям в разных странах мира» (1981). Её переводы вышли в Англии, США, Японии, Бразилии, Италии, Португалии, Нидерландах, Германии и Испании. Первое русскоязычное издание вышло в 1992 году, второе — в 2010 году.
Написанная в популярной форме книга «Как рассказывают историю детям в разных странах мира» поднимает вопросы преподавания истории, пропаганды исторических знаний, фальсификации истории и отношения к историческому наследию.
Особое место в творчестве Ферро занимает однотомная «История Франции», впервые вышедшая в свет в 2001 году и выдержавшая несколько переизданий. Перевод книги на русский язык опубликован в конце 2014 года.

## Сочинения
- Николай II = Nicolas II. — М.: Международные отношения, 1991. — 352 с. ISBN 978-5-7133-0400-0
- Как рассказывают историю детям в разных странах мира = Comment on raconte l’histoire aux enfants á travers le monde. / [Перевод с фр. Е. И. Лебедевой] — М.: Книжный Клуб 36.6, 2010. — 480 с. ISBN 978-5-98697-136-0
- Семь главных лиц войны, 1918—1945 = Ils étaient sept hommes en guerre, 1918—1945. — М.: РОССПЭН, 2014. — 334 с. — ISBN 978-5-8243-1890-6
- История Франции = Histoire de France. — М.: Весь Мир, 2015. — 832 с. — (Национальная история). — ISBN 978-5-7777-0552-5.